# Dolina wciosowa
Dolina wciosowa, wcios dolinny – najpowszechniejszy typ doliny V-kształtnej, odznaczający się niewyrównanym spadkiem dna, stałym odwodnieniem, charakterystycznym profilem poprzecznym w kształcie litery „V”, stromymi zboczami skalnymi lub pokrytymi zwietrzeliną, wąskim, zajętym w całości przez potok dnem o niewyrównanym profilu podłużnym dna doliny.